# Sumo aux Jeux mondiaux de 2013
Navigation
Kaohsiung 2009 Wrocław 2017
Les épreuves de sumo des Jeux mondiaux de 2013 ont lieu du 26 juillet au 27 juillet 2013 à Cali (Colombie).

## Podiums

### Hommes
| Épreuves | Or                                | Argent                  | Bronze                       |
| -------- | --------------------------------- | ----------------------- | ---------------------------- |
| - 85 kg  | Russie Alan Karaev (en)           | Russie Vasilii Margiev  | Japon Mutoshi Matsunaga      |
| - 115 kg | Japon Tatsuma Kawaguchi           | Russie Batyr Altyev     | Mongolie Gantugs Rentsendorj |
| + 115 kg | Ukraine Oleksandr Gordiienko (en) | Hongrie Istvan Kalmar   | Russie Atsamaz Kaziev        |
| Open     | Mongolie Naranbat Gankhuyag       | Russie Yevhen Kozliatin | Russie Vasilii Margiev       |

### Femmes
| Épreuves | Or                         | Argent                       | Bronze                           |
| -------- | -------------------------- | ---------------------------- | -------------------------------- |
| - 65 kg  | Russie Anna Zhigalova (en) | Russie Olesya Kovalenko (ru) | Venezuela Maria Cedeno Henriquez |
| - 80 kg  | Japon Yukina Iwamoto       | Brésil Luciana Watanabe (pt) | Russie Vera Koval                |
| + 80 kg  | Ukraine Maryna Pryshchepa  | Ukraine Maryna Maksymenko    | Japon Asano Matsuura             |
| Open     | Russie Anna Zhigalova (en) | Brésil Janaína Silva (pt)    | Ukraine Svitlana Yaromka         |

## Tableau des médailles
| Rang  | Nation    | Or | Argent | Bronze | Total |
| ----- | --------- | -- | ------ | ------ | ----- |
| 1     | Russie    | 3  | 4      | 3      | 10    |
| 2     | Ukraine   | 2  | 1      | 1      | 4     |
| 3     | Japon     | 2  | 0      | 2      | 4     |
| 4     | Mongolie  | 1  | 0      | 1      | 2     |
| 5     | Brésil    | 0  | 2      | 0      | 2     |
| 6     | Hongrie   | 0  | 1      | 0      | 1     |
| 7     | Venezuela | 0  | 0      | 1      | 1     |
| TOTAL | TOTAL     | 8  | 8      | 8      | 24    |